# John C. Maxwell
John Calvin Maxwell (Garden City, 1947) é um autor norte-americano cristão evangélico, conferencista e pastor que escreveu mais de 60 livros, centrado principalmente em liderança, incluindo "As 21 irrefutáveis leis da liderança" e "As 21 indispensáveis qualidades de um lider". Seus livros já venderam mais de dezenove milhões de cópias, com alguns na lista do New York Times Best Seller, traduzidos em mais de 50 idiomas. O sr. Maxwel tem, também, uma Bíblia comentada por ele chamada Bíblia da Liderança Cristã na versão Almeida Revista e Atualizada(ARA)

## Vida pessoal
John C. Maxwell nasceu em Garden City, Michigan, em 1947. Maxwell seguiu seu pai no ministério, graduando-se na Ohio Christian University em 1969, um Mestrado em Divindade na Azusa Pacific University, e um doutorado no Fuller Theological Seminary. Atualmente reside na Flórida com sua esposa, Margaret.

## Carreira

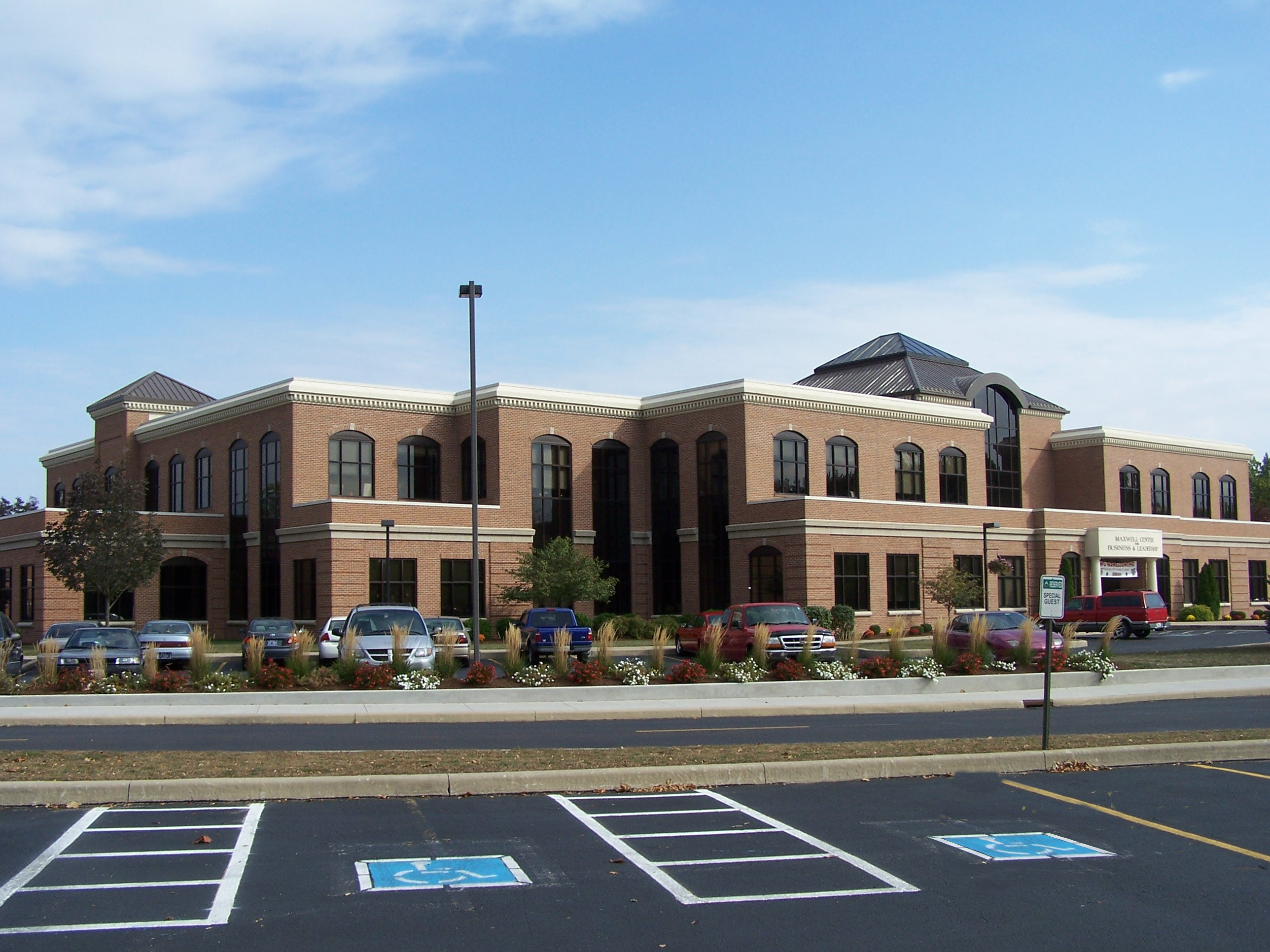
Maxwell Center for Business and Leadership, sediado na Indiana Wesleyan University.

Há mais de 30 anos, Maxwell lidera igrejas em Indiana, Ohio, Califórnia e Flórida. Depois de servir como pastor sênior por mais de 14 anos, em 1995 ele deixou a Skyline Church, perto de San Diego, para se dedicar em tempo integral para falar e escrever. No entanto, em 2004, ele retornou ao ministério congregacional na Christ Fellowship, em Palm Beach Gardens, Flórida, onde atualmente é um pastor de ensino. Em 16 de novembro de 2008, ele começou a servir como um pastor convidado na famosa Crystal Cathedral, em Orange County, Califórnia. Suas mensagens são transmitidas em todo o mundo por meio do programa de televisão Hour of Power, visto por cerca de 20 milhões de espectadores.
Maxwell atua no conselho de curadores em Indiana Wesleyan University e tem um edifício com o seu nome lá, Maxwell Center for Business and Leadership. Grande líderes se faz, com líderes que fazem à diferença.

## Obras
- A jornada do Sucesso
- 17 principios do trabalho em equipe
- 21 minutos de poder na vida de um líder
- 25 maneiras de valorizar as pessoas
- A arte de formar líderes
- A atitude vencedora
- As 17 incontestáveis leis do trabalho em equipe
- As 21 indispensáveis qualidades de um líder
- As 21 irrefutáveis leis da liderança
- Como pensam as pessoas bem-sucedidas
- Competências pessoais que as empresas procuram
- Dando a volta por cima
- Faça o hoje valer a pena
- Liderar e influenciar
- Minutos de liderança
- O coração e a mente do líder
- O líder 360 graus
- O livro de ouro da liderança
- O mapa do seu sucesso
- O sucesso de amanhã começa hoje
- Segredos da atitude
- Talento não é tudo
- Todos se comunicam, poucos se conectam
- Vencendo com as pessoas
- Você faz a diferença
- A Arte de influenciar Pessoas
- Atitude 101: O que todo líder precisa saber
- ÀS vezes você ganha, às vezes você aprende